# Ghosts 'n Goblins (jeu vidéo)
Pour les articles homonymes, voir Ghosts.
Cet article concerne le premier jeu de la série. Pour la série de jeux vidéo, voir Ghosts 'n Goblins.
Ghosts 'n Goblins (魔界村, Makaimura, Village du Monde de Démons) au Japon est un jeu vidéo de plates-formes développé et édité par Capcom en 1985 sur borne d'arcade. Quatre suites officielles virent ensuite le jour, Ghouls 'n Ghosts, Super Ghouls 'n Ghosts, Ultimate Ghosts 'n Goblins et Ghosts 'n Goblins Resurrection. Ce premier opus a été porté vers de nombreuses plates-formes,. Ghosts 'n Goblins est considéré comme l'un des jeux les plus difficiles de tous les temps.

## Système de jeu
Ghosts 'n Goblins est un jeu de plates-formes où le joueur contrôle un chevalier, nommé Arthur, qui doit combattre des zombies, des démons et autres morts-vivants dans le but de sauver la princesse Guinevere. Durant la partie, le joueur récolte diverses nouvelles armes, ainsi que des bonus et des pièces d'armure qui l'aideront dans sa tâche. Ce jeu est souvent considéré comme très difficile dans les standards du jeu d'arcade et cela vaut aussi pour les versions consoles.

### Contrôles
La borne d'arcade permet au joueur de se diriger dans quatre directions grâce à un joystick huit directions, au côté duquel se trouvent deux boutons : l'un pour utiliser l'arme, l'autre pour sauter.

### Vies
Le joueur débute avec trois vies et peut gagner des vies supplémentaires lorsqu'il dépasse 20 000 et 70 000 points. Une autre vie est offerte à chaque 70 000 points par la suite. Le personnage perd une vie s'il se fait toucher deux fois par ses ennemis. Après le premier coup, Arthur perd son armure et se retrouve en caleçon. Au second, il devient un squelette et meurt, le joueur perd alors une vie. Au début de chaque niveau, Arthur est vêtu d'une armure, même s'il n'en portait pas à la fin du niveau précédent. À certains endroits du jeu, Arthur peut mourir d'un coup, qu'il porte une armure ou non. Il peut également tomber dans une corniche et mourir noyé dans de l'eau ou brûlé par de la lave.
Lorsque le joueur perd une vie, il reprend le jeu au début du niveau ou au checkpoint du milieu de niveau. De plus, chaque vie ne dure qu'un certain temps, généralement trois minutes ; un décompte apparaît à l'écran et le joueur perd une vie lorsqu'il touche à sa fin. Il est relancé à chaque début de niveau.

### Armes
Arthur ne peut posséder qu'une seule arme à la fois. Toutes les armes de jet peuvent se lancer indéfiniment. Arthur a la possibilité d'avoir les armes suivantes :
- Javelot : le joueur débute avec cette arme.
- Dague : une arme puissante, plus rapide que le javelot.
- Torche enflammée : Elle forme un arc de feu lorsqu'elle est utilisée et brûle momentanément le sol, détruisant tout ennemi entrant en contact avec. Elle est plus efficace que le javelot et la dague, mais plus difficile à employer.
- Hache : elle forme un arc de cercle tout comme la torche, mais elle continue à travers les ennemis. Cela permet de provoquer des dégâts à des ennemis multiples.
- Bouclier (ou Crucifix selon la version) : semblable au javelot, mais part moins loin. Cependant, contrairement aux autres armes, elle peut aussi bloquer les attaques des ennemis. C'est la seule arme qui peut battre le boss final.

## Personnages
Le personnage principal, Arthur, apparaît dans le jeu Marvel vs. Capcom: Clash of Super Heroes. Il apparaît également en tant que combattant dans Marvel vs. Capcom 3: Fate of Two Worlds. Firebrand devint ensuite le héros d'une nouvelle série du nom de Gargoyle's Quest et Demon's Crest. Il est aussi jouable dans SNK vs. Capcom: SVC Chaos. Arthur, Astaroth, ainsi que d'autres ennemis du jeu apparaissent dans le jeu vidéo Namco x Capcom mais aussi dans Project X Zone sur Nintendo 3DS (2012). Certains lieux sont fortement inspirés des niveaux de Ghosts 'n Goblins.

## Musique
La musique du premier niveau peut être jouée dans le niveau Shade Man de Mega Man 7 sur Super Nintendo à la place de la musique originale. Pour cela, il faut appuyer sur le bouton B en même temps que l'on sélectionne le niveau.

## Équipe de développement
- Concepteur de jeux : Tokuro Fujiwara
- Programmeur en chef : Toshio Arima
- Musique et effets sonores : Ayako Mori

## Accueil
En 2017, le jeu a été classé « 88e meilleur jeu de tous les temps » selon le site français Jeuxvideo.com. Le jeu est l'une des entrées de l'ouvrage Les 1001 jeux vidéo auxquels il faut avoir joué dans sa vie.

## Exploitation
Avec le succès du jeu sur borne d'arcade en 1985, de nombreuses adaptations ont été réalisées sur console de jeux vidéo et micro-ordinateurs. Le jeu a plus tard été réédité sur des plates-formes de générations suivantes.

### Portages
La version Commodore 64 est sorti en 1987. Étant donné le peu de ressources du Commodore 64, elle est un peu différente de la version arcade.
Une version Commodore Amiga est sorti en 1990. Bien que la technologie avancée de l'Amiga permettait à l'époque des conversions fidèles des jeux d'arcade, ce portage pourtant tardif (sorti en fait quelques mois après l'adaptation de Ghouls 'n Ghosts), est très fidèle à l'arcade. Dans cette version, le joueur commence avec six vies.
Ghosts 'n Goblins fut aussi porté sur les ordinateurs personnels Atari ST, Amstrad CPC, ZX Spectrum, DOS, FM-7 (1987, ASCII), et les consoles Game Boy Color (1999, Digital Eclipse) et la NES et WonderSwan.

### Rééditions
La version originale fut incluse dans la compilation Capcom Generations Vol.2: Chronicles of Arthur sur PlayStation (au Japon et en Europe) et sur Saturn (au Japon uniquement), puis dans la compilation Capcom Classics Collection.
La version NES a été réédité en 2004 sur Game Boy Advance dans la gamme NES Classics. Il fut aussi rendu disponible sur des petites consoles Sega Genesis à jeux fermés. Il était inclus avec 1942 et 1943: The Battle of Midway dans une mini console Play TV et sa suite, Ghouls 'n Ghosts est disponible avec Street Fighter II': Champion Edition sur la console Sega Play TV.

### Récapitulatif
Ordinateur personnel
- Commodore 16 : 1986
- Commodore 64 : 1986
- ZX Spectrum : 1986
- Amstrad CPC : 1986
- PC (MS-DOS) : 1987
- Amiga : 1990
- Atari ST : 1990
- PC (Windows) : 2003, Capcom Coin-Op Collection Volume 1

Console de jeux vidéo
- Famicom : juin 1986, Japon
- NES : novembre 1986, USA ; février 1989, Europe
- PlayStation : 1998, Capcom Generation 2, Capcom Generations: Chronicles of Arthur
- Saturn : 1998, Capcom Generation 2
- PlayStation 2 : 2005, Capcom Classics Collection
- Xbox : 2005, Capcom Classics Collection
- NES Mini : 2016, le titre est l'un des 30 jeux embarqués dans la réédition officielle de la NES.

Console portable
- WonderSwan : 1999 (sous le titre Makaimura for WonderSwan)
- Game Boy Color : 1999
- Game Boy Advance : 2004 (dans la série NES Classics)
- PlayStation Portable : 2006, Capcom Classics Collection Reloaded
- iPhone : 2010